# 33 Dywizja Lotnictwa Marynarki Wojennej
33 Dywizja Lotnictwa Marynarki Wojennej (33 DLMW) – związek taktyczny lotnictwa Marynarki Wojennej ludowego Wojska Polskiego.

## Formowanie
Dywizja powstała w kwietniu 1953 r. Dowództwo dywizji utworzono poprzez przeformowanie Dowództwa Lotnictwa Marynarki Wojennej. W jej składzie znalazły się: 30 pułk lotnictwa MW, 34 pułk lotnictwa myśliwskiego MW i 16 eskadra lotnictwa łącznikowego.

## Skład i uzbrojenie (1956)
- dowództwo i sztab dywizji – Gdynia
- 30 pułk lotnictwa MW – Gdańsk-Wrzeszcz (24 samoloty szturmowe Ił-10)
- 34 pułk lotnictwa myśliwskiego OPL MW – Gdynia-Babie Doły (43 samoloty myśliwskie MiG-15, Lim-1 i Lim-2)
- 15 eskadra lotnictwa rozpoznawczego – Siemirowice (5 samolotów Ił-28R)
- 28 batalion obsługi lotnisk
- 50 batalion obsługi lotnisk
- 12 dywizjon ślepego lądowania
- 107 kompania łączności

Dywizja istniała zaledwie 4 lata. W połowie 1957 r. została ona rozformowana. Dowództwo dywizji przeformowano na Dowództwo Lotnictwa i Obrony Przeciwlotniczej MW.
30 pułk lotnictwa MW przeformowano na 30 pułk lotnictwa szturmowego MW, a potem w 30 pułk lotnictwa myśliwsko-szturmowego MW. Natomiast 34 pułk lotnictwa myśliwskiego OPL MW  po kilku latach służby w MW przekazano w 1962 r. do wojsk OPK.